# Тенанго-дель-Валье
Тенанго-дель-Валье (исп. Tenango del Valle) — муниципалитет в Мексике, входит в штат Мехико. Население — 68 669 человек.

## История
Город основан в 1824 году.